# La Bottega dell'Arte
La Bottega dell'Arte (también conocido como Bottega dell'Arte, sin el artículo) fue un grupo italiano de música pop que estuvo activo entre los años de 1974 y 1985. El nombre italiano de la banda significa en español 'taller o tienda de arte'.

## Trayectoria
El grupo se formó en 1974 en Roma. Durante los años de 1976 y 1977 tres de sus temas llegaron a estar situados entre el quinto y el séptimo puestos del hit parade italiano. En 1980 el grupo participó en el Festival de la Canción de San Remo con la tema "Più di una canzone". En 1985, los miembros del grupo se separaron y continuaron por separado sus carreras como músicos, productores y compositores.

## Componentes
- Piero Calabrese (1958-2016), teclado y voz;
- Massimo Calabrese (1955-), bajo, guitarra y voz;
- Romano Musumarra (1956-), teclado, flauta, guitarra y voz;
- Fernando Ciucci (1952-2011), guitarra y voz;
- Alberto Bartoli (1955-), batería.

## Discografía
Álbumes
- 1975: La Bottega dell'Arte (EMI Italiana, 3C-064-18106)
- 1977: Dentro (EMI Italiana, 3C-064-18248)
- 1979: L'avventura (EMI Italiana, 3C064-18423)
- 1980: La Bottega dell'Arte (EMI Italiana, 3C-064-18493)
- 1984: Forza 4 (Sonido Nuevo, NWLP 1701)